# Leucostoma effrenatum
Leucostoma effrenatum är en tvåvingeart som beskrevs av Henry J. Reinhard 1956. Leucostoma effrenatum ingår i släktet Leucostoma och familjen parasitflugor.
Artens utbredningsområde är Utah. Inga underarter finns listade i Catalogue of Life.